# الطريق الاجتنابي الجنوبي (الجزائر)
الطريق الاجتنابي الجنوبي لمدينة الجزائر عبارة عن الطريق المحيطي، له تكوين 2 × 3 ممرات، تربط الضاحية الشرقية للجزائر العاصمة (الدار البيضاء) بالضاحية الغربية (زرالدة).

## نبذة تاريخية
أنشئ الطريق الاجتنابي الجنوبي للجزائر العاصمة على عدة مراحل بين 1976 و1998. يقع الشطر الأول المفتوح بين بئر مراد رايس وبن عكنون.